# Valvola di sicurezza
La valvola di sicurezza (o valvola di emergenza, in inglese safety valve, sigla SV) è una valvola che ha una funzione generica in grado di aumentare il livello di sicurezza di un impianto termoidraulico.
Per esempio una valvola di sicurezza con la funzione particolare di limitatore di pressione su un componente meccanico al fine di garantirne l'integrità strutturale viene solitamente realizzata come una valvola di rilascio in pressione (PSV), che in questo caso viene detta precisamente valvola di rilascio di sicurezza (SRV). In Italia e nell'Unione europea è la direttiva apparecchi a pressione a obbligare e regolamentare l'impiego di valvole di rilascio di sicurezza su un recipiente in pressione, come una caldaia (per esempio il serbatoio dell'acqua nella parte inferiore di una caffettiera moka), una pentola a pressione, o su tubazioni. Negli Stati Uniti invece sono le normative ASME Boiler and Pressure Vessels Code.
I vari modelli di valvola di rilascio vennero sviluppati partendo da prototipi seicenteschi dell'inventore francese Denis Papin. La valvola a molla è stata storicamente la prima tecnologia impiegata su larga scala. Alle basse pressioni, al posto della molla si può usare una leva con contrappeso (valvola a contrappeso), e il modo di funzionamento è pressoché identico alla valvola a molla.

## Funzionamento di una valvola di rilascio
La connessione di ingresso è collegata al processo e sottoposta alla pressione ivi presente.
La connessione di scarico può, secondo il tipo di impianto, essere aperta all'atmosfera oppure collegata a una tubazione di recupero o di sicurezza.
La valvola ha nella sua parte interna lato ingresso un boccaglio avente una certa lunghezza. Il profilo del boccaglio forma una sezione che man mano si restringe, e che raggiunge il valore minimo nella sua parte terminale interna.
L'estremità del boccaglio forma un anello la cui superficie è rettificata e lucida.
Al di sopra di tale anello poggia un otturatore spinto da una molla la cui compressione è regolabile dall'esterno tramite una vite con piattello posta nella parte superiore della valvola stessa.
La superficie dell'otturatore che poggia sul boccaglio è rettificata, realizzando così una tenuta meccanica metallo su metallo.
Per alcune applicazioni la superficie dell'otturatore è ricoperta con materiale morbido per garantire una tenuta perfetta.
Il processo esercita la sua pressione, tramite il boccaglio, su tutta l'area libera dell'otturatore.
La forza così generata viene contrastata dalla forza esercitata dalla molla sull'otturatore.
Quando la pressione cresce e la forza esercitata sull'otturatore supera quella esercitata dalla molla, l'otturatore inizia a sollevarsi. Il fluido di processo inizia a passare, ed è costretto ad uscire radialmente su tutta la superficie dell'otturatore. Questi ha, lungo tutta la sua circonferenza periferica, una sporgenza rivolta verso il basso. Il fluido quindi è costretto da questo anello sporgente a modificare la sua traiettoria, andando verso il basso ad alta velocità.
L'effetto è quello di generare sull'otturatore una forza supplementare che provoca la totale apertura della valvola.
Quando la pressione scende al di sotto di un valore prestabilito (detto pressione di blow-down), si verifica l'effetto inverso e la valvola si chiude completamente in un tempo brevissimo.
La differenza tra le due pressioni di apertura e chiusura ha generalmente un valore compreso tra il 4% ed il 7% del valore di apertura. Il valore di pressione di richiusura si può regolare in fase di taratura tramite il posizionamento di un anello avvitato all'esterno del boccaglio, dentro il corpo valvola. Variando la distanza tra questo anello e la parte inferiore dell'otturatore si influenza il valore di blow-down.

Valvola di sicurezza proporzionale
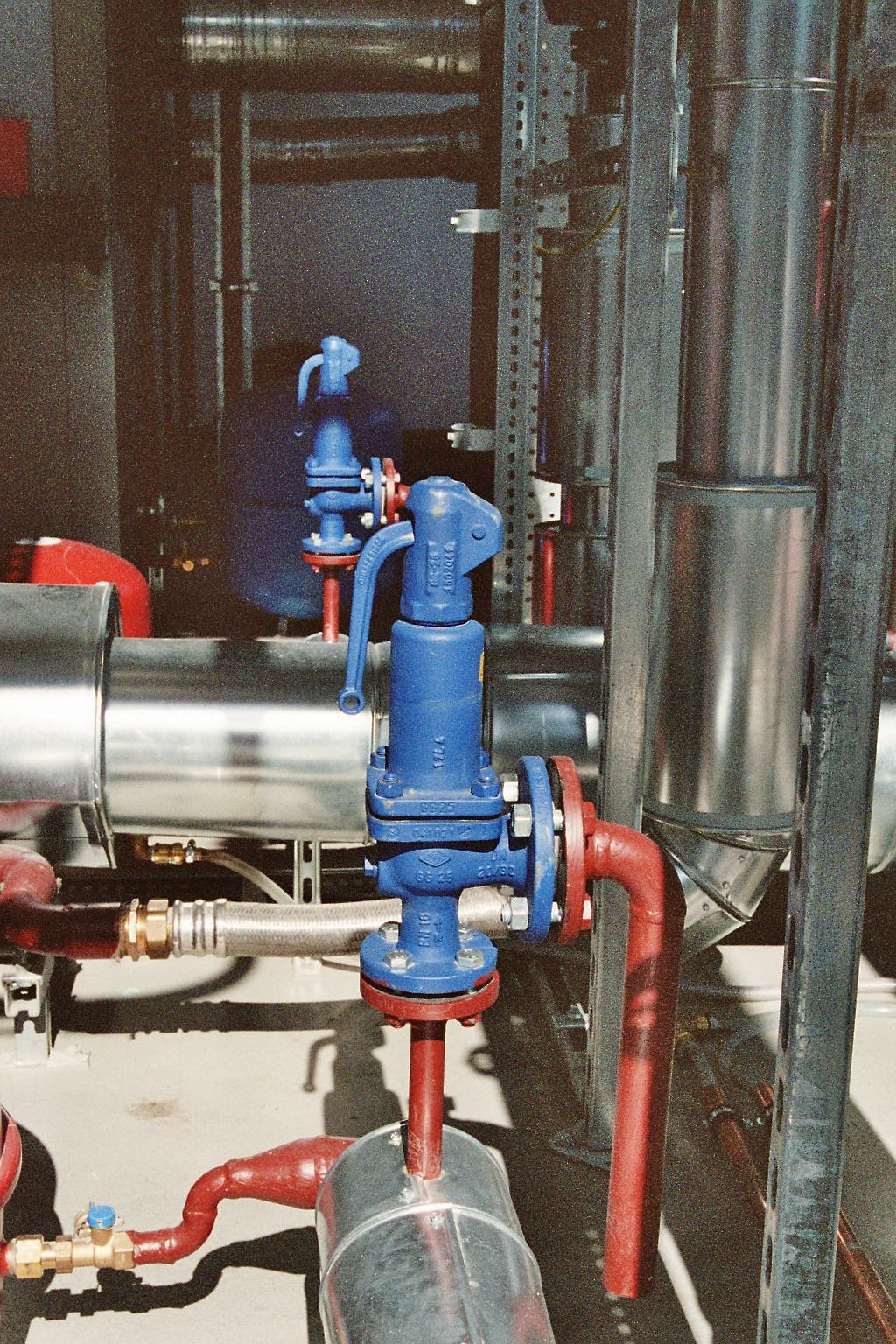
Valvola di sicurezza a molla in una centrale elettrica. Notare la leva per il comando manuale
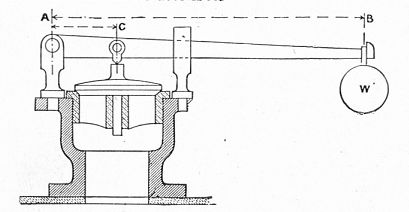
Valvola di sicurezza con funzionamento a leva

## Valvole di sicurezza bilanciate
Nelle installazioni dove la tubazione di scarico non è a pressione atmosferica, ma connessa a un sistema pressurizzato, il valore di pressione di apertura valvola viene influenzato da tale pressione. Questa infatti agisce sulla superficie dell'otturatore e genera una forza che si somma a quella generata dalla molla. La valvola scatterebbe quindi ad un valore di pressione più alto e verrebbe quindi a cessare la sua funzione di sicurezza.
In questi casi si usano le valvole di sicurezza bilanciate. L'otturatore è isolato dalla camera di scarico tramite un soffietto metallico avente la stessa sezione utile, e si trova quindi sottoposto solamente alla pressione atmosferica.

## Manutenzione
Le valvole di sicurezza devono essere periodicamente controllate per accertarsi che siano funzionanti come da specifiche.
Molte valvole hanno a tale scopo all'esterno una leva ad azionamento manuale per permetterne l'apertura manuale o per effettuare un test sul corretto funzionamento.
Questa manovra, nei casi in cui è possibile svolgerla, assicura che la valvola non sia bloccata, ma non garantisce il controllo del corretto valore di taratura.
Quindi, periodicamente (generalmente ad ogni fermata di impianto), tutte le valvole di sicurezza vengono smontate e portate in officina manutenzione. Qui vengono smontate e revisionate; in particolare le superfici otturatore e boccaglio vengono rettificate per ripristinare eventuali tenute imperfette.
Ciascuna valvola quindi viene posta su un banco di taratura tramite il quale si applica una pressione crescente di aria, e si esegue la taratura al valore di specifica regolando la compressione della molla.
Per verificare la presenza di eventuali perdite si effettuano dei controlli ad ultrasuoni in grado di intercettare anche una minima fuoriuscita.